# Petrache Poenaru (stacja metra)
Petrache Poenaru, dawniej Semănătoarea – stacja metra w Bukareszcie, na linii M1. Stacja została otwarta w 1979.